# Nogales (Sonora)
Nogales, celým názvem Heroica Nogales, je město ležící na severu Mexika ve státě Sonora. K roku 2020 ve městě žilo 264 782 obyvatel. Leží na mexicko-americké státní hranici a přes tuto hranici sousedí se stejnojmenným městem Nogales v Arizoně v USA. Město Nogales v Arizoně je pro Nogales v Mexiku přirozeně významným obchodním partnerem. Důležité jsou pro průmysl ve městě tzv. Maquiladoras. Leží v oblasti se semiaridním podnebím.